# Metasphenisca haematopoda
Metasphenisca haematopoda är en tvåvingeart som först beskrevs av Mario Bezzi 1924.  Metasphenisca haematopoda ingår i släktet Metasphenisca och familjen borrflugor. Inga underarter finns listade i Catalogue of Life.